# 알 쿠퍼
알 쿠퍼(영어: Al Kooper 앨 쿠퍼[*], 1944년 2월 5일~)는 미국의 작곡가, 음반 프로듀서, 음악가로, 비록 그가 인기를 공유할 정도로 오래 머물지는 않았지만 블러드, 스웨트 & 티어스를 조직한 것으로 알려져 있다. 1960년대와 1970년대에 걸쳐 그는 밥 딜런의 곡 〈Like a Rolling Stone〉에서 오르간을 연주했고, 롤링 스톤스의 곡 〈You Can't Always Get You Want〉에서 프렌치 호른과 피아노를 연주했으며, 리타 쿨리지의 〈The Lady's Not for Sale〉에서 기타를 연주했다. 그는 또한 기타리스트 마이크 블룸필드와 스티븐 스틸스를 모은 《Super Session》 음반과 같은 다수의 단 한 번의 콜라보레이션 음반을 제작했다. 1970년대에 그는 성공적인 매니저이자 프로듀서였으며, 특히 레너드 스키너드의 첫 세 장의 음반을 녹음했다. 그는 또한 성공적인 솔로 활동을 했고, 영화 사운드트랙을 위한 음악을 작곡했으며, 음악 작곡을 강의했다. 그는 계속해서 라이브 공연을 한다.

## 어린 시절
브루클린에서 샘과 나탈리 쿠퍼 사이에서 태어난 쿠퍼는 뉴욕 퀸스 홀리스 힐스의 유대인 가정에서 자랐다.

## 경력

### 프로 데뷔
쿠퍼의 첫 번째 프로 작품은 1958년 ABC 레코드의 신기한 12바 블루스 리프 〈Short Shorts〉(쿠퍼는 녹음에서 연주하지 않았지만)로 가장 잘 알려진 로열 틴즈에서 14세의 기타리스트로 활동했다. 1960년, 그는 작사가 밥 브라스, 어윈 레빈과 함께 씨라크 뮤직 퍼블리싱의 데모를 쓰고 녹음했다. 이 3인방의 가장 큰 히트곡은 게리 루이스 & 더 플레이보이즈가 녹음한 〈This Diamond Ring〉과 진 피트니가 녹음한 〈I Must Be Seeing Things〉이다. 그가 21살이었을 때, 쿠퍼는 맨해튼의 그리니치빌리지로 이사했고, 그 후 예술가, 작가, 그리고 음악가들과 함께 붐볐다.

### 밥 딜런
1965년 밥 딜런과 함께 뉴포트 포크 페스티벌에서 해먼드 오르간을 연주하고 1965년과 1966년 녹음 스튜디오에서 공연을 했다. 쿠퍼는 딜런의 〈Like a Rolling Stone〉에서 해먼드 오르간 리프를 연주하기도 했다. 쿠퍼가 마이크 블룸필드를 만나 친구가 된 것은 그 녹음 세션에서였는데, 그는 그의 기타 연주에 감탄했다. 그는 블룸필드에서 몇 년 동안 광범위하게 일했다. 쿠퍼는 1981년 월드 투어에서 딜런과 오르간을 다시 한번 연주했다.

### 블루스 프로젝트
1965년 블루스 프로젝트에 키보디스트로 참여하였고, 1967년 몬테레이 팝 페스티벌에서 그들이 공연하기 직전에 밴드를 탈퇴하였으나, 그는 이 행사의 장발에 의해 증명된 것처럼 유명한 페스티벌에서 솔로 세트를 연주하였다. 그는 1967년 블러드, 스웨트 & 티어스를 결성하여 1968년 그룹의 첫 번째 음반인 《Child Is Father to the Man》의 발매 이후 창의적인 차이로 인해 탈퇴하였다. 1968년 블룸필드와 스틸스와 함께 《Super Session》을 녹음했고, 1969년에는 15세의 기타리스트 셔기 오티스와 음반 《Kooper Session》에서 공동 작업했다. 1975년 그는 튜브스의 데뷔 음반을 제작했다.

## 음반 목록

### 스튜디오 음반
- I Stand Alone (1969년)
- You Never Know Who Your Friends Are (1969년)
- Easy Does It (1970년)
- New York City (You're a Woman) (1971년)
- A Possible Projection of the Future / Childhood's End (1972년)
- Naked Songs (1973년)
- Act Like Nothing's Wrong (1977년)
- Championship Wrestling (featuring 제프 백스터) (1982년)
- Rekooperation (1994년)
- Black Coffee (2005년)
- White Chocolate (2008년)

### 콜라보레이션
- Super Session (with 스티븐 스틸스 and 마이크 블룸필드) (1968년)
- The Live Adventures of Mike Bloomfield and Al Kooper (1969년)
- Fillmore East: The Lost Concert Tapes 12/13/68 (with 마이크 블룸필드) (2003년)
- Kooper Session: Super Session Vol. 2 (with 셔기 오티스) (1970년)
- Johnnie B. Live (with 조니 존슨) (1997년)